# ジャン&ディーン
ジャン&ディーン (Jan and Dean) は、ジャン・ベリーとディーン・トーレンスによるアメリカ合衆国の男性デュオ。1959年にデビューし、1960年代前半にサーフィン&ホッドロッド・サウンドで人気を博した。1966年にリーダーのジャン・ベリーが自動車事故を起こし脳を損傷、右半身麻痺や言語障害など後遺症が残り、活動停止を余儀なくされた。その後、再起を果たすも活動は低迷した。代表作は「サーフ・シティ」、「デッドマンズ・カーブ（邦題:危険なカーヴ）」、「パサディナのおばあちゃん」。同時期のサーフ・ミュージックを代表するビーチ・ボーイズと影響を与え合った。

## メンバー
- ジャン・ベリー （本名:William Jan Berry、1941年4月3日 - 2004年3月26日[2]）
- ディーン・トーレンス （本名:Dean Ormsby Torrence、1940年3月10日 - ）

## 略歴
ベル・エアで同じ中学と高校の先輩後輩であったジャン・ベリーとディーン・トーレンスが、タッチ・フットボール・チームに参加し意気投合する。この時期、エルヴィス・プレスリーの私設タッチ・フットボール・チームと試合をしている。
ユニバーシティー高校YMCAクラブ「Barons」のメンバー数名で、同名のドゥーワップ・グループ「Barons」が結成され、ピアノ2台と録音機材を所有していたジャンの実家で練習を重ねた。近所に住み同じ高校に通うブルース・ジョンストンや、のちのプロドラマーサンディ・ネルソンらが一時的に参加して学校行事でショーを行い、その後はジャン、ディーン、アーニー・ギンズバーグの3人で活動を続ける。
1958年、ディーンがアメリカ陸軍予備役に召集された後、ジャンとアーニーが自作曲をArwin Recordsに売り込み、「ジャン&アーニー」として4月に「Jennie Lee」（全米44位）でレコード・デビューをする（計3枚のシングルをリリース）。
1959年、前年秋に軍務を終えたディーンとジャンで曲作りをはじめ、ハーブ・アルパート、ルー・アドラーの協力で5月に「ジャン&ディーン」としてDoréレコードからデビュー曲「Baby Talk」を発売、9月に全米10位を記録する。
1961年、Challengeレコードに移籍。「Heart And Soul」が全米25位を記録する。同年、リバティ・レコードに移籍。
1962年、ジャンとディーンのそれぞれの恋人ジル・ギブソンとジュディ・ラヴジョイによるデュオ「ジュディ・アンド・ジル (Judy And Jill)」が結成されレコードが制作される。これ以降、ギブソンはジャン&ディーンの曲作りにも参加し、1966年には2ヵ月半と短期間だがミシェル・フィリップスの代役としてママス&パパスに加入、写真家としても成功した。
1963年2月に発売したバディ・クラークの1946年のヒット曲「リンダ」をフォー・シーズンズ風にアレンジしたカバーのヒット（全米28位）により、カバー曲を集めたアルバムが企画される。同時期にバックバンドがいなかったためプロモーターが「サーフィン・サファリ」のヒットで注目され始めたビーチ・ボーイズをショーに起用、そのステージでのビーチ・ボーイズの演奏に刺激を受け、サーフ・サウンドを取り入れることになり、4月発売のアルバム名を『Jan & Dean Take Linda Surfin'』に決定、本家ビーチ・ボーイズも参加したビーチ・ボーイズのカバーを2曲（「サーフィン」、「サーフィン・サファリ」）収録する。その時のセッションでブライアン・ウィルソンが提供した曲にジャンが作詞をした「サーフ・シティ」を5月に発売し、7月に2週連続全米1位を記録する。この時期に大学を卒業したジャンはエンジェルスやシェリー・フェブレーなどに楽曲を提供し始める。
1964年、「ドラッグ・シティ」（全米10位）、「デッドマンズ・カーブ」（全米8位）、「パサディナのおばあちゃん」（同3位）、「ライド・ザ・ワイルド・サーフ」（同16位）、「サイドウォーク・サーフィン」（同25位、ビーチ・ボーイズ「Catch a Wave」が原曲）などが立て続けにヒットする。
1965年、非公式ながらビーチ・ボーイズのアルバム『ビーチ・ボーイズ・パーティ』収録曲「バーバラ・アン」にディーンがボーカルで参加する。ディーンの回想によれば前年にジャン&ディーンで同曲をカバーをしたことから提案し、録音は20分で完了したという。
1966年4月12日、ビバリーヒルズで愛車のシボレー・コルベットに乗車したジャンが猛スピードで駐車中のトラックに追突。救急隊員が即死と間違うほどの大怪我を頭部に負い、2ヶ月以上昏睡状態となり、活動を停止する。
以後は自主レーベルJ&Dレコードなどからディーン単独作品がジャン&ディーン名義で発表されるようになる。
1967年4月、ジャンが復帰。12月、ワーナー・ブラザース・レコードと契約する。
サンタモニカカレッジや南カリフォルニア大学で広告デザインを専攻していたディーンは、この時期にレコードジャケットのデザインを手がける「Kittyhawk Graphics」を立ち上げ、主に知り合いのミュージシャンの作品の制作に携わる。著名作品にはダイアナ・ロス&スプリームス『Let the Sunshine In』（1969年）、ハリー・ニルソン『ランディ・ニューマンを歌う』（1970年）、1972年にグラミー賞最優秀レコーディング・パッケージ賞を受賞したPollutionの『Pollution』（写真家Gene Brownellと共同制作）、ビーチ・ボーイズ『15・ビッグ・ワンズ』（1976年。エアブラシ画家ジム・エバンスと共同制作。ロゴの草案はディーン、エバンスがネオン風に仕上げた）、『ラヴ・ユー』（1977年）、デニス・ウィルソン『Pacific Ocean Blue』（1977年）がある。
1970年代に入り、ディーンがバンド「Papa Doo Run Run」と共に活動を行い、ジャンは「Jan and the Aloha Band」を結成する。
1974年9月、『ローリング・ストーン』誌にスポーツライター出身の法学者ポール・モランツの取材によるジャンの伝記が掲載される。※ジャンとモランツが出会った1969年当時に南カリフォルニア大学の学生新聞「デイリー・トロイ」に短期連載されたが、モランツが法律の勉強に専念するため完成が遅れた。のちにディーンとも連絡を取り企画を再開する。
同作を原作としたテレビ映画『デッドマンズ・カーブ（邦題:夢のサーフシティー）』が1978年2月に放映され、人気絶頂期の不仲や交通事故からの再起が描かれ話題を呼び、大きな転機となった。ジャン役はリチャード・ハッチ、ディーン役はブルース・デイヴィソン。他にディック・クラーク、マイク・ラヴ、ブルース・ジョンストンが本人役、ウルフマン・ジャックが架空のDJ役でカメオ出演した。
7月、DJのマレー・ザ・K主催でニューヨークのパラディウム劇場で不定期に行われたオールディーズ・ショー「Brooklyn Fox shows」においてジャン&ディーンとしては事故以来初めてカルフォルニア以外でのステージに立ち、8月にはビーチ・ボーイズのツアーにゲスト参加する。
1994年6月、ジェームス・ブラウンのスリー・リバース・スタジアム公演に参加する。
2004年3月26日、発作による合併症でジャンが死去。4月18日、ロキシー・シアターで追悼イベント「A Celebration of Life」が開催される。

同年11月申請、2006年5月に登録されたハンティントンビーチの「サーフシティUSA」の商標取得に関わる。ディーンは1990年代半ばから観光促進のための同ブランド構想を訴えていた。
2008年、「デッドマンズ・カーブ」がグラミーの殿堂入りを果たした。
2012年6月、ビーチボーイズ50周年記念ツアー「The 50th Reunion Tour」にディーンがゲスト参加する。

## 映画
- 『ビート・パレード（英語版）』（原題:T.A.M.I. Show）1964年。同年にサンタモニカ市公会堂（英語版）で行われた合同コンサートのドキュメンタリー。

## ジャン&ディーンを題材とした作品
テレビ映画
- CBS『デッドマンズ・カーブ（英語版）』 1978年

## 評価
西海岸の若者文化をうまく取り入れた作風や多重録音などジャンの音楽的才能が高く評価される反面、ビーチ・ボーイズのような深みと芸術的な成長に欠けていたという指摘がある。
2017年現在、ロックンロールの殿堂には選定されていない。